# 哈維·阿隆索
哈维尔·阿隆索·奥拉诺（西班牙語：Xabier Alonso Olano，發音：[ˈʃaβj aˈlonso oˈlano]；巴斯克語發音：[ˈʃaβi aˈlons̺o oˈlano]；1981年11月25日—），出生於西班牙托洛薩，是一名西班牙主教練和前職業足球員，世界足壇西班牙傳奇中場之一，司職中場、防守中場。現任西甲球隊皇家馬德里主教練。
阿朗素出道于其家乡球队皇家蘇斯達，以其出众的传球能力而著称。2004年夏天，他转会至利物浦，并在加盟后的第一个赛季便夺得了欧冠联赛的冠军，第二个赛季又赢得了英格兰足总杯。2009年夏天，他以3000万欧元的转会费加盟皇家馬德里，其间他随队赢得了2011年的西班牙國王盃与2011–12賽季的西甲冠军。後來在2014年的夏天宣布轉投德甲球隊拜仁慕尼黑，於2017年退役。
阿隆索于2004年首次代表西班牙国家队出场，至今已经赢得了2008年与2012年的欧洲杯,以及2010年世界杯。2012年欧洲杯四分之一决赛对阵法国队，是他代表西班牙队的第100场比赛。比赛中阿隆索独中两元，率领西班牙队以2比0淘汰法国队。

## 职业生涯

### 早年
阿隆索出身于足球世家，其父佩里科·阿隆索是一名西班牙前国脚，曾效力于皇家蘇斯達与巴塞罗那，并三次赢得过西甲冠军。阿隆索于1981年出生在巴斯克小镇托洛萨，并在海边城市圣塞瓦斯蒂安长大。阿隆索从小就喜欢在圣塞瓦斯蒂安的沙滩上踢足球，其间他与一位当地男孩阿尔特塔结为伙伴，两人时常在沙滩上比拼球技。
阿隆索与阿特塔从小就加入了当地的青少年业余俱乐部Antiguoko，并在每周末参加球队的比赛。两人的表现逐渐吸引了西班牙顶级俱乐部球探的注意。两位好友最终分道扬镳，阿隆索加盟了皇家蘇斯達的青年队，而阿特塔则加盟了豪门巴塞罗那青年队。
阿隆索在18岁时上演了在一线队的处子秀，在1999年12月1日的西班牙國王盃面對洛哥尼斯的一场比赛中，阿隆索首次代表皇家蘇斯達出场，这也是他在该赛季唯一的一场比赛。在翌年的2000/2001赛季开始前，时任皇家蘇斯達主教练的克莱门特将阿隆索租借到乙組球會埃瓦爾體育協會（Eibar）以获得更多比赛经验。然而几个月后皇家蘇斯達几经人事变动，球队成绩亦一蹶不振。2001年一月时，皇家蘇斯達陷入降级危机，新任主帅约翰·托沙克将阿隆索从埃瓦爾體育協會召回，并出人意料的任命当时只有19岁的阿隆索为球队队长。赛季结束时，皇家蘇斯達最终在当年的西甲联赛中排名第14，成功保级。

### 皇家蘇斯達
在托沙克的悉心调教下，阿隆索的球技日益提高。在2001/2002赛季，皇家蘇斯達在联赛中排名第13。阿隆索在整个赛季中出场29次，攻入3球。赛季结束后托沙克离任，但阿隆索并未受到换帅的影响，依旧坐稳主力的位置。
2002-03賽季是皇家蘇斯達自1982年夺得西甲冠军以来联赛成绩最好的一年。皇家蘇斯達以两分之差落后于皇家馬德里，获得联赛亚军，并取得2003年至2004年欧洲冠军联赛的参赛资格。阿隆索在这个赛季共出场34次，并射入3球。阿隆索的出色表现吸引了西班牙国家队主教练塞斯的注意。阿朗素於2003年首次被西班牙國家隊召集，在對阵厄瓜多爾的友誼賽中首次上陣。
2003-04賽季对阿隆索和皇家蘇斯達来说是喜忧参半的一年。阿隆索参加了皇家蘇斯達在欧冠中的所有比赛，皇家蘇斯達也从小组中出线晋级到淘汰赛阶段。然而在联赛和欧冠双线作战的压力使得皇家蘇斯達不堪重负，在欧冠八分之一决赛中被里昂所淘汰，而在联赛中也仅仅排在第15名。阿隆索的出众表现与皇家蘇斯達的糟糕战绩形成鲜明反差，预示着阿隆索的转会离开将不可避免。虽然皇家馬德里对阿隆索表现出浓厚兴趣，但是不愿支付1300万欧元的转会费，使这笔转会陷入僵局。阿隆索随即跟随西班牙国家队出征2004年欧洲足球锦标赛。
2004年夏季的转会期中，皇家蘇斯達从格拉斯哥流浪者队签入了阿隆索的童年好友阿特塔。但两人并肩征战的童年梦想最终并未成真，2004年8月20日，皇家蘇斯達宣布接受利物浦1070万英镑的报价，阿隆索转会到利物浦，成为拉法埃尔·贝尼特斯麾下的一员。

### 利物浦

#### 2004-05：欧冠称雄

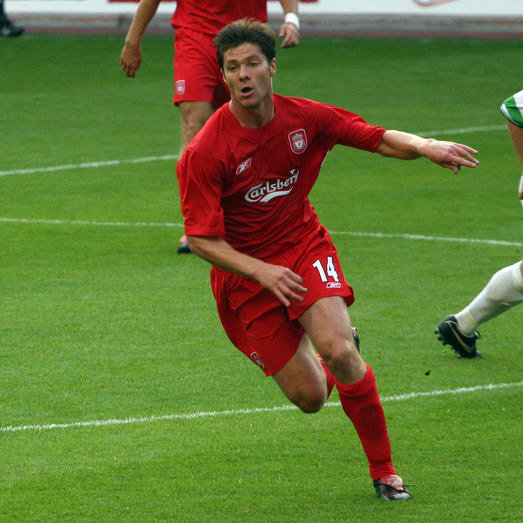
阿朗素在利物浦

阿隆索与来自巴塞罗那的路易斯·加西亚一同亮相安菲尔德球场，这两位技术出色的西班牙球员的加盟，标志着新主帅贝尼特斯对球队西班牙式改造的开始。2004年8月29日，阿隆索在銳步球場對阵保頓的客场比赛中上演了他的英超处子秀，虽然利物浦在比赛中以0比1失利，但是阿隆索在场上表现出的传球水准赢得了媒体的褒奖。而他的第一個英超入球在2004年10月16日對著富咸的比赛中出現。在上半賽，利物浦正落後0比2，但在阿朗素替补上场后，利物浦進行反擊，阿隆索打进一个任意球，最終利物浦以4比2獲勝。
阿朗素逐渐適應了新環境，并不断有上佳表现，他很快成為了利物浦的必然正選。在利物浦主场2比1击败阿森纳的比赛中，阿隆索打入了他在安菲尔德球场的处子进球。然而好景不长，在2005年元旦對阵車路士的比賽中，阿隆索被對方主力林柏特铲傷足踝，需要休息逾三個月。
然而阿隆索比預期更早復出，在歐冠盃八強迎战祖雲達斯的第二場比赛时，由于球队队长謝拉特受伤，阿隆索不得不提前上陣。阿朗素打足90分鐘，協助利物浦在客场以0比0逼和意甲冠軍祖雲達斯晉身四強。在半决赛中利物浦迎战車路士，首回合两队在斯坦福桥球场以0-0战平，但阿隆索在比赛中领到黃牌而不得不缺席第二回合的主场比赛。好在队长謝拉特即时复出，率领利物浦在安菲尔德球场以1-0淘汰車路士，利物浦打進決賽对阵AC米蘭。
在2005年歐冠盃決賽中，利物浦在半場以0比3落後于AC米蘭，但下半场利物浦发起大反攻。下半场开始后不久，利物浦便由謝拉特与斯米切尔的两粒入球将比分追到2比3。第58分钟，队长謝拉特在禁区内被对方拉倒，利物浦獲得12碼，由阿朗素主罚。他把球射向球門的左下角，被AC米蘭门将迪達救出，但是阿朗素反应神速，迅速跟上大力抽射入網，比數變成3比3。此后两队再无入球，利物浦在点球大战中以3-2击败AC米蘭，奪得歐洲聯賽冠軍盃。赛后兴奋异常的阿隆索表示：“这是我职业生涯最美好的一刻。”在英格蘭的第一年便赢得了最具含金量的冠军，23岁的阿隆索成功完成了他在利物浦的第一个赛季。

#### 2005-06：足总杯夺冠

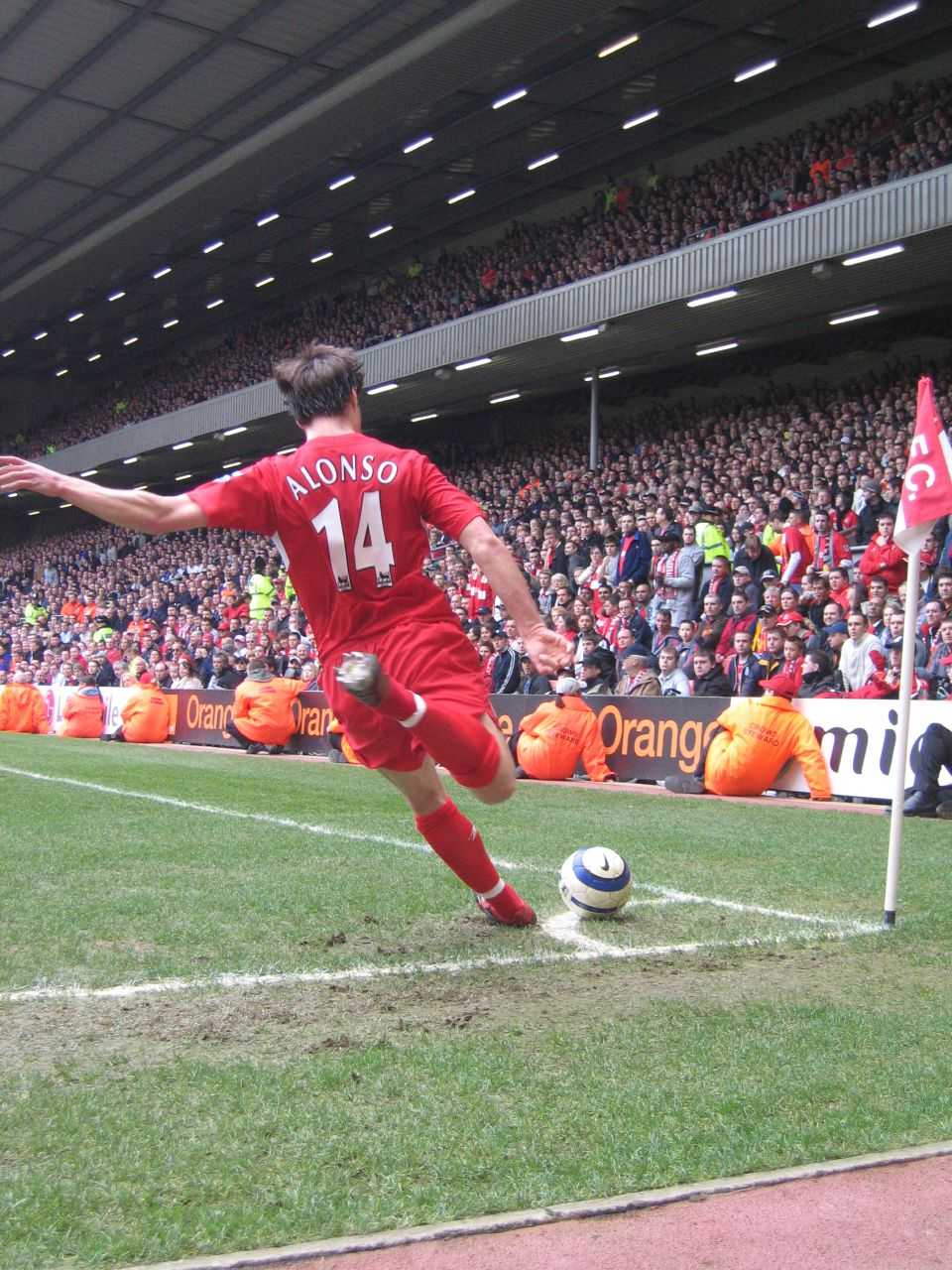
阿隆索在比赛中主罚角球。

2005-06赛季，远离伤病困扰的阿隆索成为利物浦的铁打主力。阿隆索踢满了利物浦的欧冠联赛所有比赛，但球队却表现不佳，被本菲卡淘汰，止步十六强。
在2006年1月7日，足總盃第三轮，面對盧頓，阿朗素在下半前早段落後1比3時射入兩個令人拍案叫絕的入球，其中一個是離門45碼的遠射，另外一個則是在自己的半場65碼处吊射破門，協助利物浦以5比3反勝。
随后利物浦晋级足總盃决赛，迎战西汉姆联，阿隆索首发出场但在第67分钟被换下，利物浦最终在点球大战中击败对手，捧起足總盃冠军。这也是利物浦在英格兰赢得的第二个冠军。

#### 2006-07与2007-08赛季

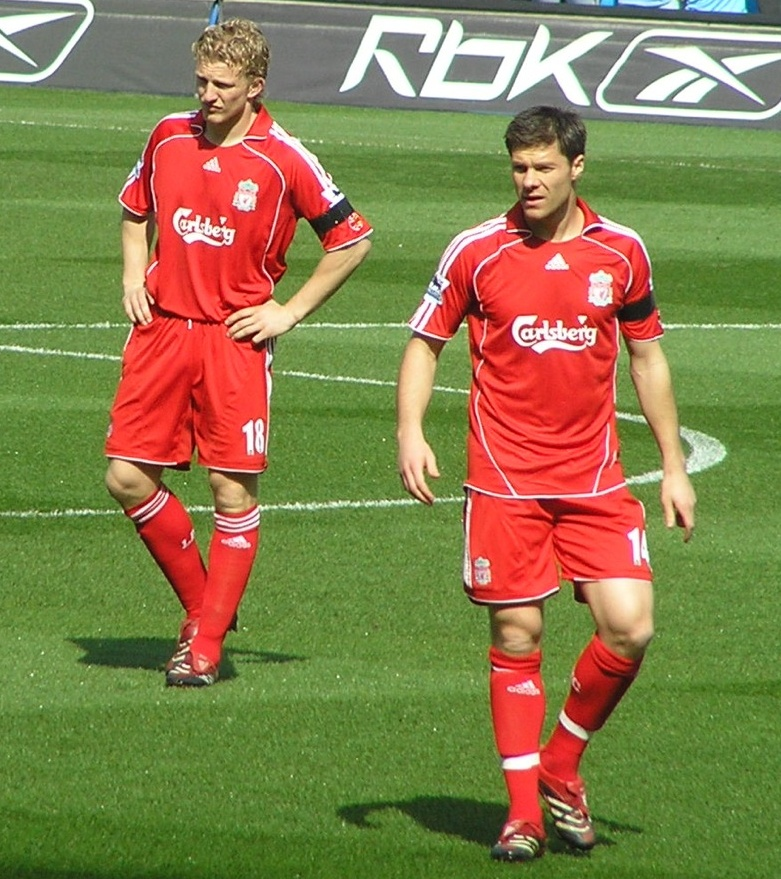
阿隆索与队友德克·库伊特。

2006年9月20日，阿隆索再次打入一粒超远距离进球，英超第二輪補賽利物浦2:0擊敗紐卡素的比赛中，阿朗素在70碼外吊门，紐卡素守門員夏柏扑救不及，皮球不经弹地直接飞入球门。在2007年歐冠盃決賽，利物浦再次面對AC米蘭，該場決賽阿朗素有穩定表現，然而利物浦最終以2:1落敗。
2007年6月1日，阿隆索与利物浦续约五年。但签下新合同的阿隆索却在接下来的2007-08赛季中受到伤病的困扰，主力位置也一度受到来自新援马斯切拉诺与卢卡斯·雷瓦的挑战。

#### 2008-09赛季：联赛亚军
2008年的夏季转会窗，利物浦一度欲签下英格兰国脚加雷斯·巴里并卖走阿隆索。虽然最终转会并未发生，但这一齣转会闹剧使得阿隆索很不开心。但是利物浦球迷对阿隆索表现出了极大的支持，劝说他留下来。对此阿隆索十分感动，他说：
"(球迷们)竭力向我展示他们的热情。每当我外出吃饭或喝咖啡时，总会有球迷会跑过来跟我说：“我们都希望你留下来。”转会最终没有发生，真的让我很高兴，因为我原本就不想离开。”
阿隆索在新赛季的表现并未受到夏季转会风波的影响，2008年10月26日，在客场迎战車路士的比赛中，阿隆索的远射破门帮助利物浦以1-0取得了四年以来在斯坦福桥球场的首场胜利。2009年4月25日，利物浦客场挑战赫尔城的比赛中，阿隆索打入一脚凌空抽射，这也是他在利物浦打入的最后一球。
2009年8月5日，利物浦和皇家马德里先后在其官方网站上宣布已经就西班牙国脚阿隆索的转会费达成协议，阿隆索正式以三千五百万欧元加盟皇家马德里。利物浦队长謝拉特曾表示，阿隆索转会皇马的消息曾令自己非常沮丧，他也认为阿隆索的离开是利物浦在随后的2009-2010赛季战绩糟糕的一大原因。

### 皇家马德里

#### 2009-10赛季

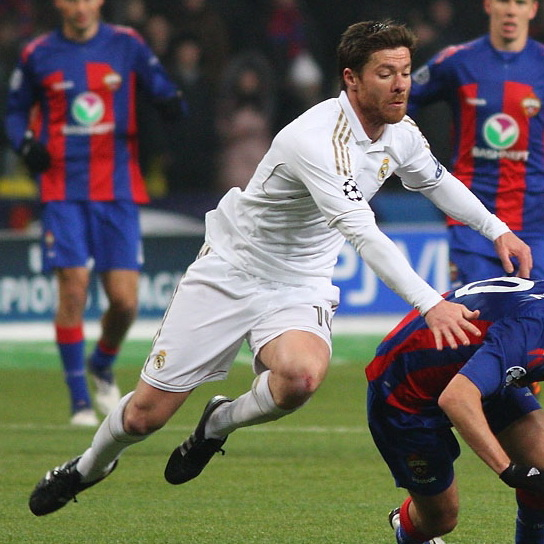
阿隆索在皇家马德里

由于皇马的14号球衣属于副队长古蒂，阿隆索来到皇马后穿22号球衣。在皇马的第一个赛季，阿隆索受到主帅佩莱格里尼的重用，出场41次打入3球。然而皇马在联赛中虽然取得了96分，却依然以3分之差落后于巴塞罗那而屈居亚军。但是阿隆索的出色表现使他赢得广泛赞誉，在2010年夏，阿隆索作为西班牙国家队的主力参加了2010南非世界杯，并夺得冠军。

#### 2010-11赛季
2010年夏天，皇马迎来了新主帅穆里尼奥，但阿隆索仍然受到器重继续担当球队主力。同时副队长古蒂离开球队，使得阿隆索得以穿上14号球衣。在这一年的西班牙國王盃里，皇马在决赛中以1-0战胜巴塞罗那夺得冠军。阿隆索也由此收获了他职业生涯的第二个杯赛冠军。

#### 2011-12赛季
阿隆索的2011–12賽季开局良好。在2011年西班牙超級盃首回合比赛中，他于下半场攻入一球帮助球队以2-2逼平巴塞罗那。在2011–12賽季中，阿隆索继续担当皇马的绝对主力，整个赛季他总共出场达4694分钟，仅次于队中头号球星克里斯蒂亚诺·罗纳尔多与队长卡西利亚斯。皇马最终以破纪录的100分赢得当季的西甲冠军，而阿隆索也终于赢得了其职业生涯的第一个联赛冠军。

#### 多次蓄意領黃洗底
2010年歐冠分組賽作客阿積士，在穆里尼奥的指示下，比賽最後3分鐘阿隆索與沙治奧拉莫斯先後利用球例漏洞，雙雙故意拖延時間以蓄意領第二面黃牌，兩黃一紅被逐，在最後一場分組賽停賽，避過在淘汰賽階段停賽。事後穆里尼奥、阿隆索與沙治奧拉莫斯均逃過歐洲足協處罰。
2013年歐冠十六強首回合，阿隆索與沙治奧拉莫斯分別辱罵球證及故意踢走皮球，雙雙再次蓄意申領黃牌，在次回合停賽，得以參與四強。事後穆里尼奥、阿隆索與沙治奧拉莫斯再一次逃過歐洲足協處罰。

### 拜仁慕尼黑
2014年8月29日，阿隆索转会到德甲豪门拜仁慕尼黑，他与拜仁签下2年的合同。
2015年12月，拜仁慕尼黑与阿隆索续约，双方将合作到17年底。
2017年3月，阿隆索在其社交媒体上宣布将在2016-17年赛季结束后退役。同年5月20日，拜仁慕尼黑与弗赖堡的比赛是阿隆索球员生涯最后一场比赛，球队以4-1取胜，阿隆索助攻阿尔扬·罗本进球；在82分钟，阿隆索被换下。

### 教練生涯

#### 皇家社會B隊
2019年6月1日，阿隆索被任命為西乙二俱樂部皇家社會B隊的主教練，並於2019年7月9日開始任職。
2021年3月，傳聞阿隆索當年夏天成為門興格拉德巴赫足球俱樂部主教練，並於2021年6月開始任職。但之後證實僅為傳聞，阿隆索繼續帶隊征戰西乙2021–22賽季。

#### 勒沃庫森
2022年10月，阿隆索被任命為德甲球隊勒沃库森主教練，該季他幫助一度瀕臨降級的藥廠重回正軌，最後以德甲第六名完賽，並且取得下賽季歐霸的參賽資格。
2024年3月，阿隆索确认将继续担任勒沃库森主教练到2024-25年赛季。4月14日，阿隆索帶領勒沃库森提前5轮獲得2023-24賽季德甲冠軍。成为勒沃库森首位带领球队赢得德甲冠军的主教练。本賽季最後勒沃庫森獲得了28勝6平0負的成績，是德甲有史以來第一支全季不敗奪冠的球隊。
2024年5月25日，德国足协杯決賽中勒沃庫森忘卻歐霸盃決賽0-3不敵亞特蘭大的傷痛，在因奧迪倫·科索努紅牌罰下10人應戰下，以格蘭尼特·扎卡進球1:0力克德乙凱沙羅頓封王，連同德甲成為本土雙料冠軍，為隊史以來首次雙冠王。阿隆索也成为勒沃库森首位带领球队赢得雙冠王的主教练。
2024/25賽季結束後，阿隆索與藥廠達成共識，卸任主帥職位。2025/26賽季，阿隆索將成為皇馬主帥。

## 國家隊

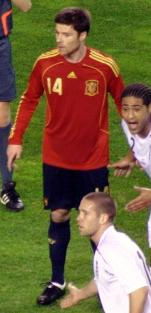
场上的粉丝拍摄的照片，阿隆索正在认真的观察球场上的变化。

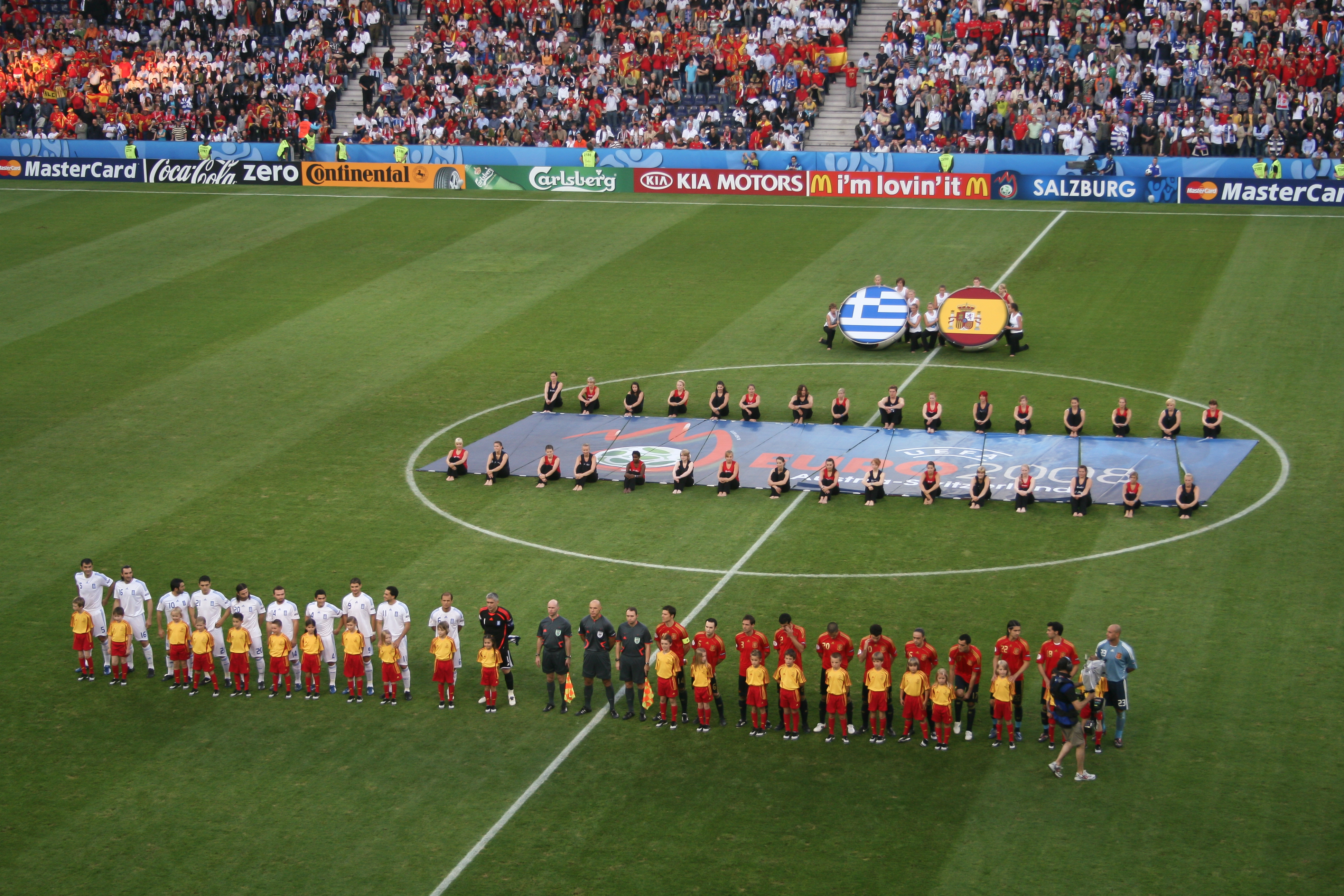
Alonso in the starting line-up in Salzburg during UEFA Euro 2008

### 2004年欧洲杯
2004年欧洲杯是阿隆索代表西班牙国家队参加的首届国际大赛。小组赛第一场1比0战胜俄罗斯的比赛中，阿隆索在下半场替补上场。小组赛最后一场迎战东道主葡萄牙队，阿隆索作为首发出场并打满90分钟，但西班牙最终0比1失利，小组未能出线。

### 2006年世界杯
2006年世界杯中，阿隆索成为西班牙队的主力球员，在小组赛首场比赛中，阿隆索为球队首开记录，帮助西班牙队以4-0战胜乌克兰队。虽然西班牙队在小组赛中三战全胜，但是淘汰赛第一轮即遭法国队淘汰，止步十六强。

### 2008年欧洲杯
2008年欧洲杯上，在利物浦表现平平的阿隆索在强手如云的西班牙队中失去了主力位置，在比赛中多以替补身份参赛。西班牙最终赢得了该届欧洲杯的冠军，阿隆索在球队的全部6场比赛中，总共出场4次，其中在小组赛最后一场迎战希腊队的比赛中，阿隆索以队长身份首发出场，而尽遣替补的西班牙队则最终以2－1取胜。

### 2010年世界杯
2010年的南非世界杯标志着阿隆索国脚生涯的一大巅峰。阿隆索在西班牙队的比赛中场场首发。决赛对阵荷兰队，阿隆索在第28分钟遭到对方后腰尼热尔·德容的飞踹，导致肋骨轻微骨裂。但阿隆索仍然在场上坚持踢了近一个小时后才替换下场。西班牙最终凭借安德烈斯·伊涅斯塔在加时赛的一粒进球以1-0战胜了荷兰队，捧起了球队历史上第一座大力神杯。

### 2012年欧洲杯
2012年的欧洲杯上，阿隆索继续以主力身份代表西班牙队出战。四分之一决赛迎战法国队的比赛，是阿隆索代表西班牙国家队的第100场比赛。本场比赛成了阿隆索的个人表演，他先是在第19分钟接阿尔巴的左路传中头球破门，随后又在伤停补时阶段罚入一粒点球，独中两元的阿隆索最终带领西班牙队2－0击败对手，晋级四强。半决赛西班牙队迎战葡萄牙队，120分钟后两队打成0－0。 点球大战中，阿隆索第一个出场，但不幸罚失，好在西班牙队仍然以4－2取胜，淘汰了葡萄牙队。决赛中西班牙队以4－0轻取意大利队夺冠，阿隆索则赢得了他职业生涯中的第二个欧洲杯冠军。

### 巴斯克代表队
身为巴斯克人的阿隆索曾数次为巴斯克足球代表队出战。2001年12月29日对阵加纳国家队的一场友谊比赛中，阿隆索首次代表巴斯克代表队出场。其后阿隆索曾多次得到巴斯克代表队的征召，但碍于繁忙的俱乐部赛事，鲜有成行的机会。

## 个人生活
阿朗素出生于足球世家：他的父親佩里科·阿隆索曾效力过皇家蘇斯達与巴塞罗那，一共取得过兩次西甲冠軍，并曾代表西班牙国家队参加过1982年世界杯，而沙比·阿朗素的哥哥米高·阿朗素亦曾是皇家蘇斯達的一員。此外，阿隆索的弟弟琼恩·阿隆索（Jon ）是足球裁判員。
阿隆索与妻子 Nagore Aramburu 於2009年7月11日在 San Santiago 结婚，两人育有一子 (Jontx, b.2008/03/11)二女 (Ane, b.2010/03/30、Emma, b.2013/12/02)。
阿朗素與和阿森纳现任主教练米基爾·阿迪達在圣塞瓦斯蒂安长大时是同一条街上的邻居，他们后来在利物浦住在一起，而阿迪達当时还是效力埃弗顿
。

## 技術特點
阿隆索的拿手絕活為精準的長傳，可以準確地傳到數十米外的隊友腳下，使隊伍的進攻節奏加快，打起反擊更具效率，他也常常以此技術在禁區外遠射破網，並有著從中場線後的己方半場直接釣射入對方球網的記錄。防守能力不佳所以依賴巧妙的方式搶斷,通常會搭配專職防守的掃蕩型後腰以彌補守備缺失，是罕見的攻擊型後腰。

## 生涯數據

### 俱乐部
| 俱乐部        | 賽季      | 联赛               | 联赛 | 联赛 | 盃赛 | 盃赛 | 联赛盃 | 联赛盃 | 歐戰 | 歐戰 | 其他1 | 其他1 | 總計 | 總計 |
| 俱乐部        | 賽季      | 層級               | 出賽 | 進球 | 出賽 | 進球 | 出賽   | 進球   | 出賽 | 進球 | 出賽  | 進球  | 出賽 | 進球 |
| ------------- | --------- | ------------------ | ---- | ---- | ---- | ---- | ------ | ------ | ---- | ---- | ----- | ----- | ---- | ---- |
| 皇家社會      | 1999–2000 | 西班牙足球甲級聯賽 | 0    | 0    | 1    | 0    | –      | –      | 0    | 0    | –     | –     | 1    | 0    |
| 皇家社會      | 2000–01   | 西班牙足球甲級聯賽 | 18   | 0    | 0    | 0    | –      | –      | 0    | 0    | –     | –     | 18   | 0    |
| 埃瓦爾 (租借) | 2000–01   | 西班牙足球乙級聯賽 | 14   | 0    | 0    | 0    | –      | –      | 0    | 0    | –     | –     | 14   | 0    |
| 皇家社會      | 2001–02   | 西班牙足球甲級聯賽 | 29   | 3    | 0    | 0    | –      | –      | 0    | 0    | –     | –     | 29   | 3    |
| 皇家社會      | 2002–03   | 西班牙足球甲級聯賽 | 33   | 3    | 1    | 0    | –      | –      | 0    | 0    | –     | –     | 34   | 3    |
| 皇家社會      | 2003–04   | 西班牙足球甲級聯賽 | 34   | 3    | 0    | 0    | –      | –      | 8    | 1    | –     | –     | 42   | 4    |
| 皇家社會      | 總計      | 總計               | 128  | 9    | 2    | 0    | –      | –      | 8    | 1    | –     | –     | 138  | 10   |
| 利物浦        | 2004–05   | 英格蘭足球超級聯賽 | 24   | 2    | 0    | 0    | 0      | 0      | 8    | 1    | –     | –     | 32   | 3    |
| 利物浦        | 2005–06   | 英格蘭足球超級聯賽 | 35   | 3    | 5    | 2    | 0      | 0      | 11   | 0    | 2     | 0     | 53   | 5    |
| 利物浦        | 2006–07   | 英格蘭足球超級聯賽 | 32   | 4    | 1    | 0    | 2      | 0      | 15   | 0    | 1     | 0     | 51   | 4    |
| 利物浦        | 2007-08   | 英格蘭足球超級聯賽 | 19   | 2    | 3    | 0    | 1      | 0      | 4    | 0    | –     | –     | 27   | 2    |
| 利物浦        | 2008–09   | 英格蘭足球超級聯賽 | 33   | 4    | 3    | 0    | 1      | 0      | 10   | 1    | –     | –     | 47   | 5    |
| 利物浦        | 總計      | 總計               | 143  | 15   | 12   | 2    | 4      | 0      | 48   | 2    | 3     | 0     | 210  | 19   |
| 皇家馬德里    | 2009–10   | 西班牙足球甲級聯賽 | 34   | 3    | 0    | 0    | –      | –      | 7    | 0    | –     | –     | 41   | 3    |
| 皇家馬德里    | 2010–11   | 西班牙足球甲級聯賽 | 34   | 0    | 7    | 1    | –      | –      | 11   | 0    | –     | –     | 52   | 1    |
| 皇家馬德里    | 2011–12   | 西班牙足球甲級聯賽 | 36   | 1    | 4    | 0    | –      | –      | 10   | 0    | 2     | 1     | 52   | 2    |
| 皇家馬德里    | 2012–13   | 西班牙足球甲級聯賽 | 28   | 0    | 7    | 0    | –      | –      | 10   | 0    | 2     | 0     | 47   | 0    |
| 皇家馬德里    | 2013–14   | 西班牙足球甲級聯賽 | 26   | 0    | 7    | 0    | –      | –      | 9    | 0    | 0     | 0     | 42   | 0    |
| 皇家馬德里    | 2014–15   | 西班牙足球甲級聯賽 | 0    | 0    | 0    | 0    | –      | –      | 0    | 0    | 2     | 0     | 2    | 0    |
| 皇家馬德里    | 總計      | 總計               | 158  | 4    | 25   | 1    | –      | –      | 47   | 0    | 6     | 1     | 236  | 6    |
| 拜仁慕尼黑    | 2014–15   | 德國足球甲級聯賽   | 26   | 2    | 4    | 0    | –      | –      | 10   | 2    | 0     | 0     | 40   | 4    |
| 拜仁慕尼黑    | 2015–16   | 德國足球甲級聯賽   | 26   | 0    | 4    | 1    | –      | –      | 8    | 1    | 1     | 0     | 39   | 2    |
| 拜仁慕尼黑    | 2016–17   | 德國足球甲級聯賽   | 27   | 3    | 3    | 0    | –      | –      | 7    | 0    | 1     | 0     | 38   | 3    |
| 拜仁慕尼黑    | 總計      | 總計               | 79   | 5    | 11   | 1    | –      | –      | 25   | 3    | 2     | 0     | 117  | 9    |
| 生涯總計      | 生涯總計  | 生涯總計           | 508  | 33   | 50   | 4    | 4      | 0      | 128  | 6    | 11    | 1     | 701  | 44   |

1包含國際足總俱樂部世界盃, 英格蘭社區盾, 西班牙超級盃及德國超級盃.

### 國家隊[20]
| 國家隊   | 賽季     | 出賽 | 進球 |
| -------- | -------- | ---- | ---- |
| 西班牙   |          |      |      |
| 2002–03  | 1        | 0    |      |
| 2003–04  | 10       | 0    |      |
| 2004–05  | 6        | 0    |      |
| 2005–06  | 12       | 1    |      |
| 2006–07  | 8        | 0    |      |
| 2007–08  | 10       | 2    |      |
| 2008–09  | 14       | 4    |      |
| 2009–10  | 15       | 4    |      |
| 2010–11  | 10       | 1    |      |
| 2011–12  | 16       | 3    |      |
| 2012–13  | 5        | 0    |      |
| 2013–14  | 6        | 1    |      |
| 生涯總計 | 生涯總計 | 114  | 16   |

## 榮譽

### 球員生涯
利物浦
- 英格蘭足總盃冠軍：2005–06
- 英格蘭社區盾冠軍：2006
- 歐洲聯賽冠軍盃冠軍：2004–05
- 歐洲超級盃冠軍：2005

 皇家馬德里
- 西班牙足球甲级联赛冠軍：2011–12
- 西班牙國王盃冠軍：2010–11、2013–14
- 西班牙超級盃冠军：2012
- 歐洲聯賽冠軍盃冠軍：2013–14
- 欧洲超级杯冠軍：2014

 拜仁慕尼黑
- 德国足球甲级联赛冠軍：2014–15、2015–16、2016–17
- 德國盃冠軍：2015–16
- 德國超級盃冠軍：2016

 西班牙
- 歐洲國家盃冠軍：2008、2012
- 世界盃冠軍：2010

### 个人
- FIFA年度世界最佳十一人: 2011年、2012年
- 欧洲杯最佳阵容: 2012年

### 執教生涯
勒沃库森
- 德国足球甲级联赛冠軍：2023–24[21]
- 德国盃冠軍：2023–24[22]
- 德國超級盃冠軍：2024